# Kėdainiai (gemeente)
Kėdainiai is een van de 60 Litouwse gemeenten, in het district Kaunas.
De hoofdplaats is de gelijknamige stad Kėdainiai. De gemeente telt 65.700 inwoners op een oppervlakte van 1677 km².

## Plaatsen in de gemeente
Plaatsen met inwonertal (2001):
- Kėdainiai – 32.048
- Josvainiai – 1545
- Vilainiai – 1490
- Vainotiškiai – 1058
- Pelėdnagiai – 1039
- Šėta – 1025
- Krakės – 991
- Labūnava – 939
- Akademija – 873
- Dotnuva – 775

## Partnergemeenten
- Sömmerda (Duitsland, sinds 1989)
- Svalövs kommun (Zweden, sinds 1994)
- Kohtla-Järve (Estland, sinds 1996)
- Gmina Łobez (Polen, sinds 2002)
- Brodnica (Polen, sinds 2002)
- Castelforte (Italië)
- Zimnicea (Roemenië, sinds 2009)